# Bunkamura
Bunkamura（ぶんかむら、文化村）は、日本の東京都渋谷区道玄坂にある大型複合文化施設である。企画展用の美術館、ミニシアター、コンサートホールなどで構成されている。1989年に開業した。

## 概要
東急グループの総帥・五島昇の弟分・岡田茂東映社長が1975年に開設したテーマパークに東映太秦映画村と命名したことに、「お前いいタイトル付けたなあ」と感心し、五島が本プロジェクトを発案、同じような「〇〇村」という名前を付けた。
1980年代の東急グループ全体の戦略であった「3C戦略」に基づき設立された、株式会社東急文化村が運営する東急グループの施設である。
東急グループの「3C」とは「culture（文化）」、「CATV（東急有線テレビ 現:イッツ・コミュニケーションズ）」、card（クレジット・イチマルキュウ 現・東急カード）の頭文字をとったもので、Bunkamuraはカルチャー（文化）の中心的プロジェクトであり、東急グループの「文化戦略」の中核を担うものである。
良質の文化を創造し提供する「発表の場」、新しい文化の育成のための「創造の場」、人・芸術・物の交流を促進する「出会いの場」の3つをコンセプトに、コンサートホール（音楽）、劇場（演劇）、美術館（美術）、ミニシアター（映画）の各施設をはじめ、カフェやアート関連ショップなどがある。かつてファンハウス（現・アリオラジャパン）が東急グループ傘下に入っていた時期には、共同で東急ファン事業を行っていた。
最寄り駅は渋谷駅。渋谷スクランブル交差点界隈から文化村通りで接続する。隣接する東急百貨店本店とは各階の連絡通路で結ばれていた。

### 大規模改修工事
2023年4月、隣接する東急百貨店本店の老朽化に伴う閉店・建て替え計画「Shibuya Upper West Project」推進のため、Bunkamuraもそれに併せ大規模改修工事を行うことになり、オーチャードホールを除く各施設は2027年度まで長期休館に入った。
休館中の自主制作公演は、横浜みなとみらいホール、東急シアターオーブ、THEATER MILANO-Zaなど東急グループの代替施設で開催する。また、美術館のザ・ミュージアムは渋谷ヒカリエ9階の「ヒカリエホール」などで展覧会を開催、ギャラリーは渋谷ヒカリエ8階の「クリエイティブスペース 8/(はち)」に「Bunkamura Gallery 8/」として移転、ミニシアターのル・シネマは閉館した渋谷TOEI跡に「Bunkamura ル・シネマ 渋谷宮下」として移転し営業を継続する。

## 沿革
- 1964年- 渋谷区立大向小学校の土地を東急が購入。
- 1967年- 同地に東急百貨店本店（東急本店）が開店。
- 1982年6月 - 渋谷の商業再開発における東急の戦略を確立するため、渋谷商業開発のマスタープラン「渋谷計画1985」の作成を日本都市総合研究所に依頼。
- 1984年2月 - 東急グループ経営会議常務会において、「東急文化村」の設立が決定。
- 1984年4月11日 - 「渋谷計画1985」を基に東急百貨店内に「文化事業開発室」が創設。
- 1984年6月 - 東京急行電鉄と東急百貨店の出資（約240億円）で、東急百貨店本店の隣の余剰地（同じく大向小学校跡地）にて「東急文化村」の建設が始まる。
- 1988年 - 「Bunkamura」の管理・運営を目的として、株式会社東急文化村設立。
- 1989年 - ファンハウスが東急グループ入りしたのと同時に、共同で東急ファン事業を展開する。
- 1989年 - 東京フィルハーモニー交響楽団がオーチャードホールと日本で初めてフランチャイズ契約を結び本拠地とする。
- 1989年9月3日 - 日本初の大型の複合文化施設として「Bunkamura」開業。
- 1990年 - 「Bunkamura ドゥ マゴ 文学賞」を創設。
- 1992年 - 「創造と才能への支援」の一環から、「シアターコクーン戯曲賞」を創設。
- 1994年 - 「シアターコクーン戯曲賞の運営」で、1994年度の「メセナ育成賞」（社団法人企業 メセナ協議会主催）を受賞。
- 1995年12月31日 - 第一回「東急ジルベスターコンサート」開催。
- 1999年 - 「複合文化施設Bunkamuraの運営」で、1999年度「メセナ大賞」（社団法人企業 メセナ協議会主催）を受賞。
- 1999年 - 東急ファン事業が終了。ファンハウスはBMGジャパンと合併しBMGファンハウス（→BMG JAPAN→アリオラジャパン）となる。レコーディングスタジオ「TOKYU FUN STUDIO」はBunkamuraに売却されBunkamuraスタジオとなる。
- 2000年4月 - 会員組織「フレンズ」発足。
- 2002年4月 - 会員組織「倶楽部B」発足。
- 2005年4月1日 - それまでの会員組織「Bunkamura Member's Club」をリニューアルし、「Bunkamura チケットメイト」発足。
- 2007年10月16日 - インターネットショッピングサイト「Bunkamura オンライン市場」開始。
- 2009年6月 - 開館20周年キャンペーンとして、「Bunkamura POINT CARD」開始。
- 2011年7月4日 - 改装工事のため休館[7]
- 2011年12月23日 - リニューアルオープン。
- 2016年12月1日 - 松涛カフェがフランネル スタイル コーヒーにリニューアル。
- 2023年4月10日- 土地開発計画「Shibuya Upper West Project」に伴い、オーチャードホールを除き2027年度まで長期休館する予定[8]。

## Bunkamura内の施設
| 曜日 | 営業時間      |
| ---- | ------------- |
|      | 11:00 - 19:30 |

| 曜日 | 営業時間      |
| ---- | ------------- |
|      | 10:00 - 19:00 |

| 曜日 | 営業時間      |
| ---- | ------------- |
|      | 10:00 - 19:30 |

| 曜日 | 営業時間      |
| ---- | ------------- |
|      | 11:30 - 22:30 |

| 曜日 | 営業時間      |
| ---- | ------------- |
|      | 10:00 - 19:30 |

| 曜日 | 営業時間      |
| ---- | ------------- |
|      | 10:00 - 19:30 |

| 曜日 | 営業時間      |
| ---- | ------------- |
|      | 10:00 - 20:00 |

| 曜日 | 営業時間      |
| ---- | ------------- |
|      | 10:00 - 20:00 |

| 曜日 | 営業時間      |
| ---- | ------------- |
|      | 10:00 - 19:00 |

| 曜日   | 営業時間                         |
| ------ | -------------------------------- |
| 月～木 | 10:00 - 19:00（入館は18:30まで） |
| 金・土 | 21:00まで開館（入館は20:30まで） |

| 曜日 | 営業時間      |
| ---- | ------------- |
|      | 11:30 - 22:30 |

| 曜日                      | 営業時間      |
| ------------------------- | ------------- |
| 月～木                    | 10:00 - 19:00 |
| 金・土 （展覧会がない日） | 10:00 - 19:00 |
| 金・土 （展覧会がある日） | 10:00 - 21:00 |

| 曜日   | 営業時間      |
| ------ | ------------- |
| 月～木 | 10:00 - 20:00 |
| 金・土 | 10:00 - 21:00 |

## Bunkamuraで行われてきた主なイベント
- 東急ジルベスターコンサート
- 渋谷・コクーン歌舞伎
- Bunkamuraドゥマゴ文学賞
- 東京国際映画祭
- 中島みゆきの「夜会」 — 1989年から2004年まで13回開催後、青山劇場、赤坂ACTシアターにて開催。
- 徹子の部屋コンサート — 第1回（2006年）・第2回（2007年）が開催された。

## フランチャイズ・システム
- 東京フィルハーモニー交響楽団（オーチャードホール）
  - 日本で初めてフランチャイズ契約を結び、本拠地として年8回の定期演奏会を行っている。
- K-BALLET COMPANY（オーチャードホール）
  - 熊川哲也が芸術監督を務める日本を代表するバレエ団。2018年11月よりフランチャイズ契約を締結。都内での公演のほとんどをオーチャードホールで開催している。
- オンシアター自由劇場（シアターコクーン）
  - 1985年から串田和美がシアターコクーンの芸術監督に就任、設計段階から関わっており、1989年より「オンシアター自由劇場」としてフランチャイズ契約を結んだが、1996年2月の「オンシアター自由劇場最終記念公演」を以って、フランチャイズ劇団としての任期を満了（解散）した。

## オフィシャルサプライヤー
Bunkamuraでは文化・芸術を長期的に支援・育成してもらうため、複数の企業による単発的な協賛ではない長期のスポンサーシステムを採用している。これがオフィシャルサプライヤーである。

### 現在の参加企業
2020年11月現在。
- オムロン
- 鹿島建設
- 大和証券グループ
- キリングループ
- ニトリ
- 東急グループ

### 過去の参加企業
- 第一生命
- 東京急行電鉄
- 東急百貨店
- NEC
- NTT
- 野村證券
- LIXIL
- 日立

## 会員組織

### MYBunkamura
Bunkamuraが提供するオンラインサービスの総称で、 Bunkamura、東急シアターオーブ、セルリアンタワー能楽堂のチケット販売とメールマガジン配信を行う登録制度。パソコン、スマートフォンにて利用可。
- 2013年11月に発足し、登録無料、年会費無料、システム利用料無料である。次のような特典がある。

チケット先行販売
抽選制または先着制のいづれかにてチケットの先行販売を実施（対象外の公演もあり）。
メールマガジンの配信
「MY Bunkamura」で取り扱うチケット情報を月2回配信。他に、登録時のアンケートに基づき、自分の興味に合った公演情報をタイムリーに配信。
登録者限定サービス
プレゼントやイベント開催などを実施。

### オーチャード フレンズ
Bunkamuraが企画したオーチャードホールで行われる公演をシリーズ化したもので、チケットが優待価格で提供される。2000年4月に発足。法人会員であれば、会費は年間一口200,000円で1年間有効である。特典としては一口につき11公演、合計22枚（全てS券）のチケットが提供される。また、Bunkamuraのホームページに開設する「オーチャードフレンズ」のページに、本会員の法人名を希望により記載する事が出来る。記載の際は本会員が指定するロゴマークを使用し、本会員のホームページとリンクさせることも可能。

### 倶楽部B
| 対象ホール                                                                           | 特典内容 |
| ------------------------------------------------------------------------------------ | --- |
| オーチャードホール、シアターコクーン、東急シアターオーブ、セルリアンタワー能楽堂     | Bunkamura主催公演をはじめとした「倶楽部B特選公演」について、特別先行予約期間が設けられ、その期間中にチケットの最優先予約ができる。                                                               |
| ザ・ミュージアム                                                                     | - 1催事につき、招待券が2枚送付される。 - 招待券利用後、同一催事に再度入場の際は会員本人と同伴者1名まで、前売料金で入場できる。                                                                   |
| ル・シネマ                                                                           | - 指定席の先行予約（鑑賞日の4日前までの申込み）ができる。 - 会員本人と同伴者1名まで、当日一般料金（通常1,800円（税込））を1,000円（税込）で鑑賞できる。 - プログラムが1冊100円引きで購入できる。 |
| オーチャードホール、シアターコクーン、ル・シネマの各ビュッフェ、およびロビーラウンジ | ドリンクが1品につき100円割引になる。 |

| 特典対象       | 特典内容 |
| -------------- | --- |
| 送料           | チケット及びお買上げ商品の送料が無料になる。                                                                                                 |
| オペラグラス   | 無料貸し出し |
| 演劇作品鑑賞   | 「倶楽部B会員デスク」で貸し出される。 |
| 取り寄せ       | CDや芸術書の取り寄せができる。 |
| クローク       | |
| 特別駐車カード | Bunkamuraを利用の際、本人会員に限り、東急本店地下駐車場、アットパーク宇田川町の「特別駐車カード」3枚（1か月間に3時間まで無料）が配付される。 |

| 対象ホール                                                                           | 特典内容 |
| ------------------------------------------------------------------------------------ | --- |
| オーチャードホール、シアターコクーン、東急シアターオーブ、セルリアンタワー能楽堂     | Bunkamura主催公演をはじめとした「倶楽部B特選公演」について、特別先行予約期間が設けられ、その期間中にチケットの最優先予約ができる。                                                               |
| ザ・ミュージアム                                                                     | - 1催事につき、招待券が2枚送付される。 - 招待券利用後、同一催事に再度入場の際は会員本人と同伴者1名まで、前売料金で入場できる。                                                                   |
| ル・シネマ                                                                           | - 指定席の先行予約（鑑賞日の4日前までの申込み）ができる。 - 会員本人と同伴者1名まで、当日一般料金（通常1,800円（税込））を1,000円（税込）で鑑賞できる。 - プログラムが1冊100円引きで購入できる。 |
| オーチャードホール、シアターコクーン、ル・シネマの各ビュッフェ、およびロビーラウンジ | ドリンクが1品につき100円割引になる。 |

| 特典対象       | 特典内容 |
| -------------- | --- |
| 送料           | チケット及びお買上げ商品の送料が無料になる。                                                                                                 |
| オペラグラス   | 無料貸し出し |
| 演劇作品鑑賞   | 「倶楽部B会員デスク」で貸し出される。 |
| 取り寄せ       | CDや芸術書の取り寄せができる。 |
| クローク       | |
| 特別駐車カード | Bunkamuraを利用の際、本人会員に限り、東急本店地下駐車場、アットパーク宇田川町の「特別駐車カード」3枚（1か月間に3時間まで無料）が配付される。 |

## 情報誌
Bunkamura magazine
音楽、演劇、映画、美術等の様々なジャンルの情報を載せたもので、Bunkamuraのイベントスケジュールやチケット発売情報等を紹介している。価格は無料で、Bunkamura内各所、東急百貨店各店、渋谷エクセルホテル東急、都内主要コンサート会場他で配布されている。

## 通信販売
Bunkamura オンライン市場
2007年10月16日に営業開始した。音楽・演劇・映画・美術にちなんだアートグッズ等を販売している。

## アクセス
- JR山手線渋谷駅（ハチ公口）より徒歩7分
- 東急東横線、地下鉄銀座線、京王井の頭線渋谷駅より徒歩7分
- 東急田園都市線、地下鉄半蔵門線、東京メトロ副都心線3a出口より徒歩5分
- 京王井の頭線神泉駅北口より徒歩7分